# Мандлик, Элизабет
Элизабет Хана Мандлик (англ. Elizabeth Hana Mandlik; род. 19 мая 2001, Бока-Ратон, Флорида) — американская профессиональная теннисистка. Победительница одиннадцати турниров ITF (из них 8 — в одиночном разряде).
Бывшая 17-я ракетка мира в юниорском рейтинге ITF (2018).

## Общая информация
Элизабет Мандлик родилась 19 мая 2001 года в Бока-Ратоне, штат Флорида, в США. Она является дочерью пятикратной чемпионки Большого шлема чехословацкой теннисистки Ганы Мандликовой.

## Спортивная карьера
В 2019—2025 годах стала победительницей восьми турниров ITF в одиночном разряде.
И в 2018—2021 годах стала победительницей ещё трёх турниров ITF в парном разряде.

### 2022—2023
В конце августа 2022 года получив wild-card она дошла до второго круга одиночного разряда Открытого чемпионата США, где она во втором круге проиграла опытной туниской теннисистке Онс Жабёр со счётом 5-7, 2-6.
Она также получив wild-card участвовала в парном разряде этого турнира вместе со своей соотечественницей Катриной Скотт, где они в первом круге проиграли Ане Богдан и Сабрине Сантамарии со счётом 7-6, 3-6, 3-6.
В октябре 2022 года, в паре с соотечественницей Эшлин Крюгер стала финалисткой парного разряда на турнире WTA 125 Abierto Tampico в Тампико (Мексика), в финале проиграв Терезе Михаликовой и Алдиле Сутджиади со счётом 5-7, 2-6.
В мае 2023 года стала финалисткой одиночного разряда на турнире WTA 125 Catalonia Open в Реусе (Испания), в финале проиграв румынке Соране Кырстя со счётом 1-6, 6-4, 6-7(1-7).
В конце августе 2023 года на Открытом чемпионате США в парном разряде вместе с соотечественницей Куинн Глисон, в первом раунде соревнований проиграли опытным соотечественницам Кори Гауфф и Джессике Пегуле со счётом 2-6, 1-6.

## Итоговое место в рейтинге WTA по годам
| Год  | Одиночный рейтинг | Парный рейтинг |
| 2024 | 215               | 600            |
| 2023 | 127               | 882            |
| 2022 | 119               | 187            |
| 2021 | 504               | 478            |
| 2020 | 545               | 1222           |
| 2019 | 514               | 1109           |
| 2018 | —                 | 1053           |